# على ساحل ابن تيمية (كتاب)
على ساحل ابن تيمية كتاب للدكتور عائض بن عبد الله القرني يقدم فيه سيرة الأمام ابن تيمية ودرره وآلاءه، في تنسيق رائع، وسرد جميل.
| على ساحل ابن تيمية (كتاب) | عاشت بعض الدول خمسة قرون، ثم اندرست وذهبت فلا اثر ولا عين، ولكن هذا الجهبذ الأعجوبة بقى في ذاكرة الزمان، وقلب الدهر، قصة فريدة محفوظة للأجيال ترددها الألسن، وتترنم بها الشفاء. عاش سلاطين ووزراء، وأغنياء، وشعراء، ثم ماتوا فماتت معهم آثارهم، وعاش ابن تيمية بلا إمارة ولا وزارة ولا تجارة، لكن بقى معنا ومع الأجيال من بعدنا حياَ في الضمائر، ماثلاً في النفوس، حاضراً في الدروس والمنتديات العلمية، ومجامع المعرفة، وصرح الثقافة. | على ساحل ابن تيمية (كتاب) |